# Welte-Mignon

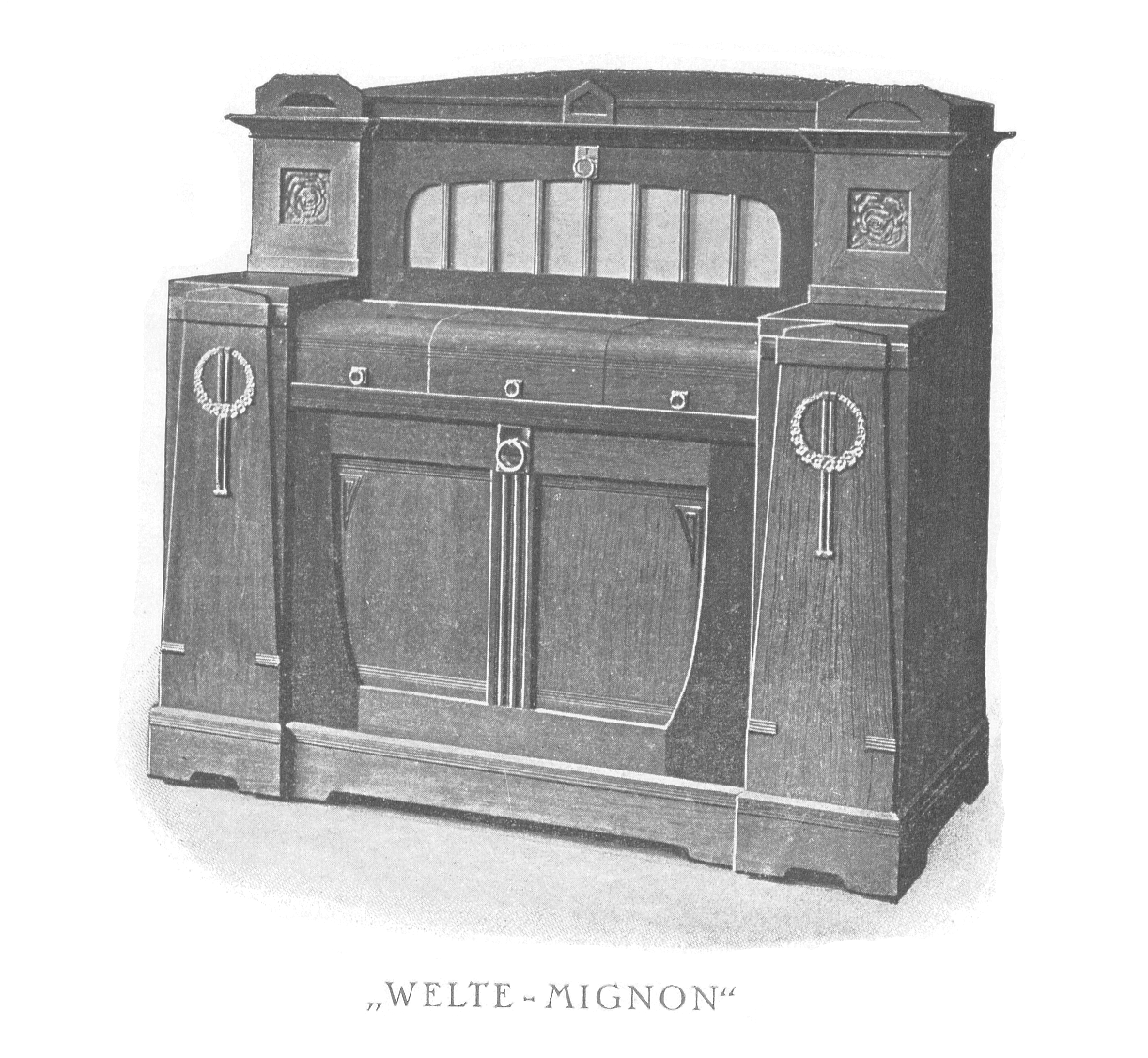
Welte-Mignon

Welte-Mignon — механическое пианино, музыкальный инструмент, производившееся в 1905—1932 годах фирмой M. Welte & Söhne.

## Описание
Фирма M. Welte & Söhne во Фрайбурге была известна своими механическими музыкальными инструментами с запрограммированными звуконосителями, когда в 1904 году они запатентовали процесс воспроизведения посредством механического фортепиано. В 1905 году этот инструмент впервые появился на рынке под названием MIGNON, позже он стал называться Welte-Mignon-Механическое пианино (нем. Welte-Mignon-Reproduktionsklavier).
Так как эти пианино, как и необходимые для него нотные катушки, были дорогим удовольствием, позволить себе такой инструмент могли только обеспеченные люди. В 1924 году такое пианино стоило 8000 рейхсмарок.
Существовало две системы катушек: Т-100, названные по цвету бумаги («красные Welte-катушки») и Т-98 («зелёные Welte-катушки»). Система Т-100 использовала 100 управляющих отверстий при ширине катушки от 12 7/8 дюйма, что равно 329 мм.
Система Т-98 получила дальнейшее развитие и в 1919 году поступила в продажу. Управление осуществлялось с помощью 98 отверстий. Как вариант, возможно было также использование нотных катушек от пианолы шириной 11 1/4 дюйма, что равно 285 мм.

## Записи знаменитых композиторов в исполнении всемирно известных пианистов

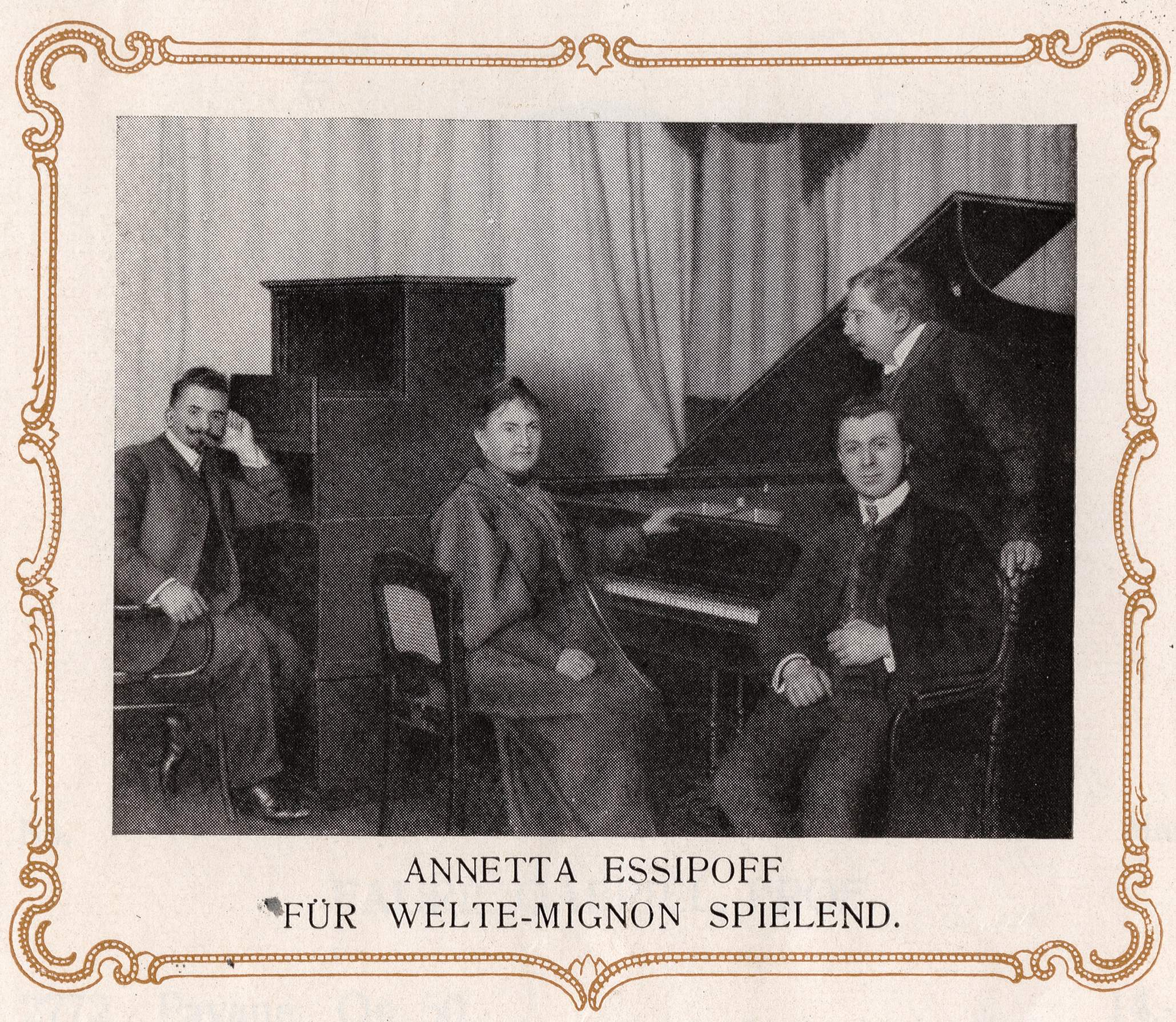
Анна Николаевна Есипова играет на записи для Welte-Mignon, 1905

В 1904 году произведена первая запись. В дальнейшем для такой звукозаписи для фирмы Welte-Mignon приглашались известнейшие исполнители того времени. В период времени до 1932 года фирма М. Welte & Söhne обладала 5500 записями, в числе которых были многочисленные попурри из опер и оперетт, а также популярные произведения, шлягеры, марши и танцевальная музыка.
С 1905 по 1909 годы фирма М. Welte & Söhne открыла вторую студию звукозаписи в Лейпциге, генеральным директором которой был Гуго Поппер (нем. Hugo Popper).
В репертуаре нотных катушек фирмы Welte, начиная с 1905 по 1928 годы были записи Карла Райнеке, Игнация Яна Падеревского, Ферручо Бузонни и многих других. Уже на излёте эры механических фортепиано (около 1930 года), для фирмы Welte играли такие пианисты как Владимир Самойлович Горовиц (1926 год). Эта запись является одной из самых ранних записей этого пианиста. Свои произведения играли для фирмы Welte многие известные композиторы, среди которых, Клод Дебюсси, Камиль Сен-Санс, Александр Скрябин, Макс Регер, Эдвард Хагеруп Григ, Энрике Гранадос, Густав Малер, Рихард Штраус и Александр Глазунов.

## Оригинальные произведения для фирмы Welte-Mignon
В 1926 году Пауль Хиндемит, Эрнст Тох и Герхард Мюнх сочиняют специально для пианино Welte-Mignon несколько музыкальных произведений. Они были представлены на Днях камерной музыки в Донауэшингене. Премьера состоялась 25 июля 1926 года.
Эти произведения не были сыграны руками пианиста. Механическое пианино обладало такими возможностями, что программирование нотных катушек происходило помимо извлечения звука, это давало композиторам новую свободу в создании звуковых эффектов. Были представлены следующие произведения:
Пауль Хиндемит:
- Рондо из фортепьянной музыки, Опус 37. Обработано для механического пианино.
- Токката для механического пианино, Опус 40,1. Оригинальная композиция для Welte-Mignon
- Студия 1 Оригинальная композиция для Welte-Mignon
- Студия 2 Оригинальная композиция для Welte-Mignon
- Студия 3 Оригинальная композиция для Welte-Mignon
- Студий 4 Жонглер (обработка для механического пианино)

Герхард Мюнх:
- Шесть Студий: полифонические этюды для механического пианино. Introduzione Maestoso — Prestissimo — Largo — Jazz — Andantiono — Fugato. Оригинальные композиции для Welte-Mignon

## Оригинальные композиции для пианино Welte-Mignon 1927
15-17 июля 1927 года, в Баден-Бадене состоялся музыкальный праздник «Немецкая камерная музыка 1927 года», в рамках которого для механического пианино фирмы Welte-Mignon были специально написаны современные произведения.
Эти оригинальные произведения были представлены на концерте 16 июля 1927 года, специально посвящённом «механическим инструментам»
Джордж Антейл представил первую часть своего «Механического балета», написанного для одноимённого фильма Фернана Леже. Николай Лопатников представил специально для этого сочинённое скерцо, а также токкату для фортепиано, которые он обработал для механического инструмента и записал на нотную катушку. Ганс Хаасс сочинил Каприччио-фугу и интермеццо, оба произведения — для механического фортепиано.

## Филармонический орган «Welte-Philharmonie-Orgel»
В 1912 году по тому же принципу была разработана система для воспроизведения звуков органа — Филармонический Орган-WELTE. Этот вид органов был для исполнителя лёгок в управлении, несмотря на сложное устройство.
Промышленники и аристократы Европы заказывали себе самоиграющие органы в возрастающих количествах. Органы встраивали в интерьеры богатых частных домов. Один из самых известных органов фирмы WELTE был предназначен для музыкального салона трансатлантического лайнера «Титаник». По воле случая, доставка органа на корабль задержалась и «Титаник» вышел в своё первое плавание без этого инструмента. Сегодня этот орган можно увидеть и услышать в Немецком Музее музыкальных автоматов в Брухзале.
Недавно был найден Welte — филармонический орган, который предназначался для брата корабля Титаник — Британник. Спуск корабля на воду состоялся 26 февраля 1914 года, а 4 августа того же года Великобритания объявляет войну Германии. Поэтому маловероятно, что инструмент, на производство которого требовалось несколько месяцев, вообще попал на берега туманного Альбиона. После Первой мировой войны инструмент был куплен штутгартским фабрикантом Августом Нагелем. В 1935 году инструмент вернулся к Велте и был установлен на ламповом заводе Випперфурт. Когда в 1960 году завод перестал существовать, инструмент покупает швейцарский коллекционер Генрих Вайс. На основе коллекции Вайса образован музей музыкальных автоматов в городе Зеевен. Составные части филармонического органа Welte были помечены врезанными в дерево буквами и цифрами, чтобы можно было определить время и место производства инструмента. Так как этот проект был особенно престижным, уже в 1912—1913 годах был опубликован рисунок эскиз органа, а также фотографии и рисунки других филармонических органов.
Самый большой и сложный филармонический орган был установлен в театральном зале поместья сэра Дэвида Лайонеля Саломонса в Брумхилле (графство Кент). Инструмент обладал двумя играющими устройствами. Один — для органных катушек Welte, а другой для Welte-орхестриона, тип номер 4, которым он обладал примерно с 1890 года. Кроме того на этом органе можно играть как на обычном пианино. Играющее устройство этого органа, которое спрятано за панелью размером с человеческий рост, обладает тремя педалями, приводимыми в движение вручную. Огромных размеров дубовый каркас органа имеет 9 метров в ширину и 6 метров в высоту, насчитывает 2 тысячи трубок. Особенностью этого органа является то, что он оснащён так называемым Эхо-органом, который обладает 349 трубками и располагается в специальном помещении на верху галереи в конце зала. Этот инструмент подвергся риску уничтожения во время военных действий. 27 апреля 1914 года сэр Дэвид Лайонель приезжает во Фрайбург, чтобы осведомиться о ходе работ. В июле 1914 года инструмент был доставлен в Брумхилл. Когда началась война, один из строителей органа, приехавший из Германии, вынужден был остаться в Англии. В конце концов он оказался среди пленных, которые вплоть до конца военных действий содержались на Остров Мэн.
В настоящее время орган находится в колледже Кентерберийского университета Церкви Христа. Орган, который молчал с 1940 года, был в течение 2005—2007 годов отреставрирован и в апреле 2007 года представлен публике. Специально для филармонического органа фирмы Welte органные произведения были записаны в исполнении ведущих органистов мира, переведены на нотные ролики. Это были такие органисты как Эжен Жигу, Макс Регер, Алфред Холлинз, Эдвин Лемар и Карл Штраубе.
В 1928 году были записаны классические произведения в исполнении Рудольфа Серкина и Любки Колессы. В дальнейшем и вплоть до конца производства катушек (1932 год) записывалась только популярная музыка.